# Tvärminne
Tvärminne is een dorp binnen de Finse gemeente Hanko in de provincie Zuid Finland. Sinds 1976/77 maakt het dorp deel uit van de gemeente Hanko. Het dorp ligt aan de noordzijde in de monding van de Finse Golf. Er zijn ongeveer 30 inwoners die er permanent wonen en gedurende de vakantieperiode ligt het aantal tussen de 100 en 150. De zee rondom het dorp wordt Tvärminne Storfjärden genoemd. Er is een scheepswerf op de plaats waar vroeger (tot 1957) een baksteenfabriek stond. Beroemdheden uit Finland zoals de componist Jean Sibelius verbleven hier 's zomers. 

## Tvärminne zoölogisch onderzoekstation
Tvärminne (zoölogisch onderzoekstation) is een onderzoekinstelling die behoort tot de faculteit van levens- en milieuwetenschappen van de Universiteit van Helsinki, evenals de in Lammi en Kilpisjärvi gevestigde onderzoekinstellingen. Het onderzoekstation is opgericht als instituut voor het doen van biologisch en milieu-onderzoek en het onderricht in dit type onderzoek. Gedurende de winter wordt de instelling ook gebruikt als gelegenheid voor het geven van cursussen en organiseren van vergaderingen die niet op het terrein liggen van het biologisch milieu-onderzoek.
De ligging van het station is ideaal voor biologisch onderzoek. De flora en fauna in de omgeving zijn buitengewoon gevarieerd. Vijftien procent van de bedreigde soorten in Finland worden op dit schiereiland aangetroffen. Het eiland ligt op een kleiner schiereiland en werd in 1901 gesticht door de dierkundige Johan Axel Palmén, hoogleraar in de zoölogie aan de universiteit van Helsinki.